# Emmanuel Nzuzi
Emmanuel Nzuzi, décédé en 1961, est un homme politique du Congo-Kinshasa, président des Jeunesse du Mouvement national congolais-Lumumba.
Nzuzi est un des lumumbistes extradés aux Sud-Kasaï et exécutés à Bakwanga (aujourd’hui Mbuji-Mayi) en 1961. Sa sœur Catherine Nzuzi wa Mbombo, est une personnalité politique du MPR.